# Marijan David Vajda
Marijan David Vajda (* 28. September 1950 in Belgrad, Jugoslawien) ist ein im deutschsprachigen Raum arbeitender Film- und Fernsehregisseur.

## Werdegang
Nach dem Abitur in seiner Heimatstadt studierte Vajda das Fach Regie am Institut Film und Fernsehen der Universität für Musik und darstellende Kunst Wien, heute bekannt als Filmakademie Wien, sowie Literatur und Philosophie an der Sorbonne-Universität in Paris. Er arbeitete als Produktionsassistent bei der Kirch-Gruppe und von 1975 bis 1988 als Regieassistent bei über 40 internationalen Produktionen.

## Regiearbeit
- 1989: Otto – Der Außerfriesische
- 1989: Simon Templar: Tod in Zimmer 423 (Fernsehfilm)
- 1992: Ein Engel für Felix (Fernsehserie; 6 Folgen)
- 1993: Das Schicksal der Lilian H. (Fernsehfilm)
- 1994: Hagedorns Tochter (Fernsehserie; 13 Folgen)
- 1994: Die Knickerbocker-Bande: Das sprechende Grab
- 1995: Sascha darf nicht sterben (Fernsehfilm)
- 1995: Mit verbundenen Augen (2-tlg. Fernsehfilm)
- 1996: Alarmcode 112 (Fernsehserie; Pilot und 3 Folgen)
- 1997: Mörderischer wohnen – Der Tod des letzten Mieters (Episode der Fernsehserie Anwalt Martin Berg – Im Auftrag der Gerechtigkeit)
- 1997: Champagner und Kamillentee (Fernsehfilm)
- 1998: Winnetous Rückkehr (2-tlg. Fernsehfilm)
- 1999: Fieber – Ärzte für das Leben (Fernsehserie; 3 Folgen)
- 1999: Polizeiruf 110: Sumpf
- 2000: Zwischen Liebe und Leidenschaft (Fernsehfilm)
- 2001: Stern der Liebe (Fernsehfilm)
- 2003: Glashimmel (Fernsehfilm)
- 2004: Ina & Leo (Fernsehserie; 6 Folgen)
- 2005: Klimt (Kinofilm; Regieassistenz bei Raúl Ruiz)
- 2005: Die Country Kids aus der Steiermark (Fernsehserie; 13 Folgen)

## Auszeichnungen
- Bester Film für Die Knickerbocker-Bande beim Jugendfilmfestival Antwerpen (Jury-Preis)